# Potter (Nebraska)
Potter es una villa ubicada en el condado de Cheyenne en el estado estadounidense de Nebraska. En el Censo de 2010 tenía una población de 337 habitantes y una densidad poblacional de 281,64 personas por km².

## Geografía
Potter se encuentra ubicada en las coordenadas 41°13′7″N 103°18′49″O / 41.21861, -103.31361. Según la Oficina del Censo de los Estados Unidos, Potter tiene una superficie total de 1.2 km², de la cual 1.2 km² corresponden a tierra firme y (0%) 0 km² es agua.

## Demografía
Según el censo de 2010, había 337 personas residiendo en Potter. La densidad de población era de 281,64 hab./km². De los 337 habitantes, Potter estaba compuesto por el 96.14% blancos, el 0% eran afroamericanos, el 1.19% eran amerindios, el 0% eran asiáticos, el 0% eran isleños del Pacífico, el 2.67% eran de otras razas y el 0% pertenecían a dos o más razas. Del total de la población el 4.45% eran hispanos o latinos de cualquier raza.